# 財政部北區國稅局
財政部北區國稅局，簡稱北區國稅局，為中華民國財政部在臺灣北部設置的稅務機構，並主要行政區內設立分局與稽徵所；服務項目有綜合所得稅、營利事業所得稅、營業稅、遺產及贈與稅、貨物稅、菸酒稅、證券交易稅、稅務行政、期貨交易稅。轄區包含直轄市新北市、桃園市及新竹縣、新竹市、基隆市、宜蘭縣、花蓮縣、金門縣及連江縣等縣市。

## 沿革[1]
- 1968年2月1日，第1055次行政院會議決議，臺灣省國稅稽徵業務委託臺灣省政府交由各縣市稅捐稽徵處辦理。
- 1990年2月19日，臺灣省政府「府財稅人字第144501號函」向財政部請求自行辦理國稅稽徵業務。
- 1991年4月，立法院財政委員會審查財政部民國81年度預算，作成注意辦理事項：「為統一事權、提高稽徵效率，財政部應儘速研擬在臺灣省各地設置國稅局，將委託臺灣省代徵之國稅收回自徵，以落實稅務行政。」
- 1992年2月28日，行政院「台財07369號函」核定，自本年7月1日起將委託臺灣省代徵之國稅收回，於財政部設「臺灣省北區國稅局」、「臺灣省中區國稅局」、「臺灣省南區國稅局」以辦理臺灣省各地區國稅稽徵業務，但所屬之分局及稽徵所延至本年9月1日開始運作。
- 1997年6月10日，行政院主計處「台(86)處忠三字第05366號通知單」通知，自本年7月1日起，由財政部臺灣省北區國稅局以任務編組方式設「金門服務處」暨「金門服務處第二辦公室」，辦理金馬地區國稅稽徵業務。
- 1998年7月1日，財政部臺灣省北區國稅局金門服務處第二辦公室改編為「馬祖服務處」。
- 2000年，行政院核定，財政部各地區國稅局委託各直轄市及縣市政府所屬稅捐稽徵處代徵之營業稅，自2003年1月1日起回歸國稅局稽徵。
- 2008年3月4日，財政部臺灣省北區國稅局金門服務處改制為「金門稽徵所」。
- 2009年1月，財政部臺灣省北區國稅局總局及桃園分局與財政部國有財產局臺灣北區辦事處桃園分處（今財政部國有財產署北區分署桃園辦事處）合署辦公大樓落成啟用。
- 2010年6月17日，行政院核定，為配合臺北縣改制為新北市，財政部臺灣省北區國稅局臺北縣分局更名為「板橋分局」。
- 2011年12月19日，行政院組織改造推動小組「組改字第1005360253號書函」通知，自2013年1月1日起，財政部臺灣省北區國稅局更名為「財政部北區國稅局」。
- 2012年12月26日，行政院核定《財政部北區國稅局組織規程》，財政部北區國稅局各分局（除板橋分局外）更名為「基隆分局」、「宜蘭分局」、「桃園分局」、「花蓮分局」、「新竹分局」、「竹北分局」（原新竹縣分局更名），稽徵所及服務處則改為派出單位。
- 2013年1月1日，財政部臺灣省北區國稅局更名為「財政部北區國稅局」。

## 組織架構

### 總局
|                                                                                               |                                                                                         |
| - 局長 - 副局長 - 主任秘書 - 監察室 - 秘書室 - 政風室 - 人事室 - 會計室 - 綜合規劃科 - 服務科 | - 徵收科 - 法務一科 - 法務二科 - 稅務資訊科 - 審查一科 - 審查二科 - 審查三科 - 審查四科 |

### 分局、稽徵所及其轄區
新北市：
- 板橋分局：板橋區、樹林區、三峽區、鶯歌區、土城區
- 三重稽徵所：三重區、蘆洲區
- 中和稽徵所：中和區、永和區
- 新莊稽徵所：新莊區、泰山區、林口區、五股區
- 新店稽徵所：新店區、坪林區、烏來區、深坑區、石碇區
- 淡水稽徵所：淡水區、三芝區、石門區、金山區、萬里區、八里區
- 汐止稽徵所：汐止區
- 瑞芳服務處：瑞芳區、雙溪區、平溪區、貢寮區

桃園市：
- 桃園分局：桃園區、八德區、龜山區
- 蘆竹稽徵所：蘆竹區、大園區
- 楊梅稽徵所：楊梅區、新屋區
- 中壢稽徵所：中壢區、平鎮區、觀音區
- 大溪稽徵所：大溪區、復興區、龍潭區

新竹市：
- 新竹分局：新竹市全市

新竹縣：
- 竹北分局：竹北市、新豐鄉、湖口鄉、新埔鎮、關西鎮
- 竹東稽徵所：竹東鎮、芎林鄉、橫山鄉、尖石鄉、北埔鄉、峨眉鄉、五峰鄉、寶山鄉

基隆市：
- 基隆分局：仁愛區、中山區、安樂區、暖暖區、七堵區
- 信義稽徵所：中正區、信義區

宜蘭縣：
- 宜蘭分局：宜蘭市、頭城鎮、礁溪鄉、員山鄉、壯圍鄉
- 羅東稽徵所：羅東鎮、蘇澳鎮、冬山鄉、五結鄉、三星鄉、大同鄉、南澳鄉

花蓮縣：
- 花蓮分局：花蓮市、鳳林鎮、吉安鄉、新城鄉、秀林鄉、壽豐鄉、光復鄉、豐濱鄉、萬榮鄉
- 玉里稽徵所：玉里鎮、瑞穗鄉、富里鄉、卓溪鄉

金門縣：
- 金門稽徵所：金門縣全縣

連江縣：
- 馬祖服務處：連江縣全縣

## 外部連結
- 財政部北區國稅局（繁體中文）（英文）